# Research Triangle Park

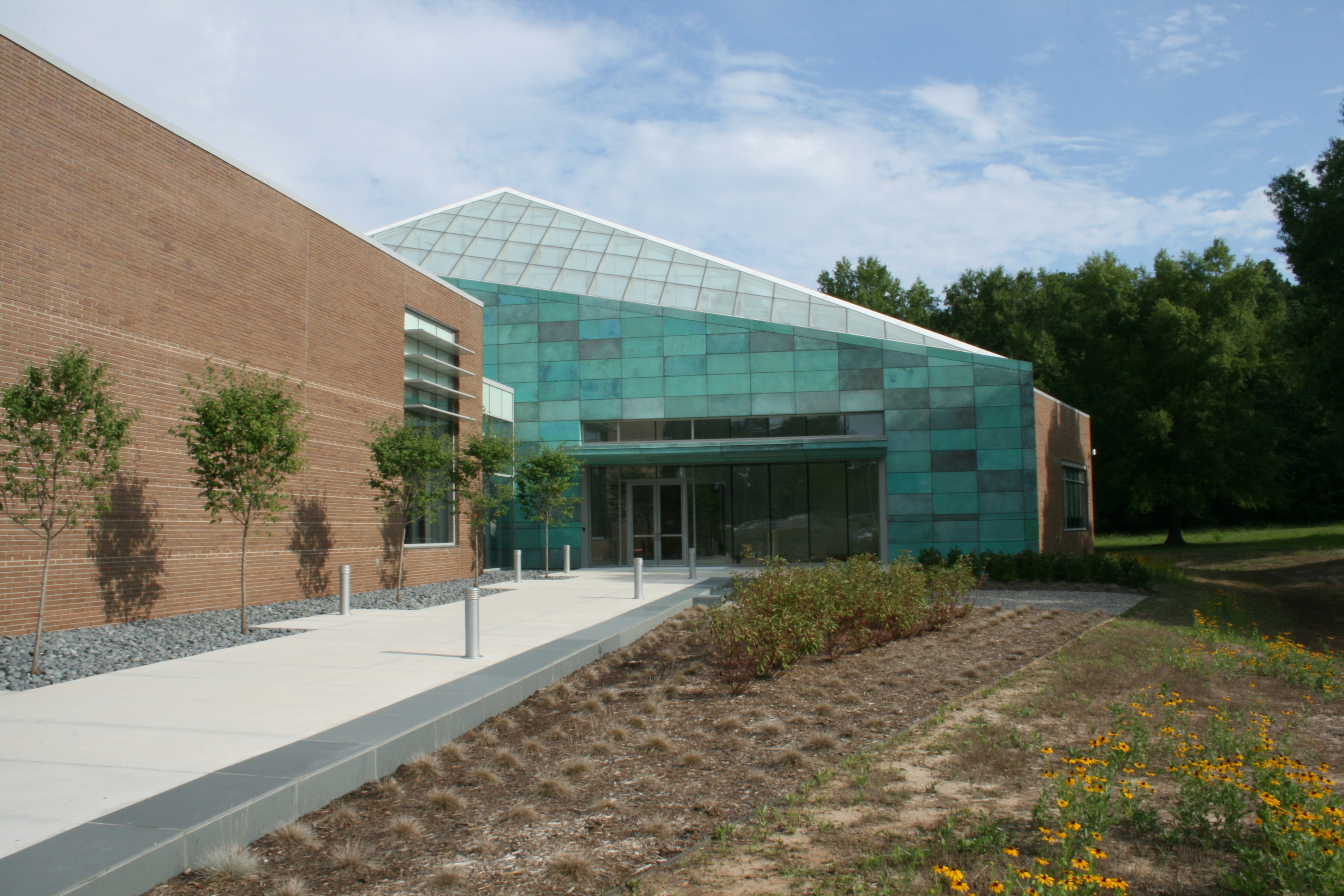
Ústřední budova

Research Triangle Park (RTP) je jeden z nejstarších a největších vědeckých parků v Severní Americe. Nachází se na východním pobřeží Spojených států ve státě Severní Karolína a má rozlohu 28,328 km2. Je domovem pro víc než 170 společností, jež zaměstnávají na 42 000 pracovníkú. RTP se věnuje zvětšování prostoru, kde se mohou shromažďovat společnosti a vědecké talenty.

## Historie
Dne 9. ledna 1959 byla založena nezisková organizace Research Triangle Foundation of North Carolina (Nadace výzkumného trojúhelníku Severní Karolíny), jež byla pověřena rozvíjením a vedením parku. V roce 1960 oznámila společnost Chemstrand vlastněná společností Monsanto Corporation a America Viscose svoje rozhodnutie vstoupit do parku. Do roku 1965 nedošlo k žádnému významnějšímu rozvoji. V roce 1965 oznámila společnost IBM, že do parku umístí své výzkumné zařízení. Během následujících 40 let zajistil rozvoj parku příchod šesti nových společností a přibližně 1800 zaměstnanců ročně. V roce 1959 činila původní rozloha RTP 17, 8 km2. Nadace postupně získávala další pozemky, takže v roce 1979 již měla přes 22, 3 km2 a v současnosti vlastní přes 28, 2 km2. Prostor určený pro rozvoj parku současně vzrostl z pouhých 0,02 km2 v roce 1960 na více než 1,8 km2 v roce 2005.
V souladu s konjunkturou v oblasti informačně komunikačních technologií koncem 90. let 20. století vystoupal v roce 2001 počet zaměstnanců v parku na 45 000.

## Průmyslová odvětví
Největší zastoupení ve vědeckém parku Research Triangle Park mají následující průmyslová odvětví:
| - Obchodní a profesionální služby - Vědní odbory související se životním prostředím - Finanční a pojišťovací aktivity - Informační technologie | - Vědy o životě - Vědní odbory o materiálech a strojírenství - Kulturní zařízení v rámci maloobchodu a poskytování služeb - Vědecká sdružení, nadace a instituty |